# Jussenhoven & Fischer
Jussenhoven & Fischer ist ein deutscher Theaterverlag.
Der Verlag wurde 1986 von Krista Jussenhoven, der Tochter von Gerhard Jussenhoven, ursprünglich als PROJEKT Theater & Medien Verlag gegründet. 2002 trat Helmar Harald Fischer, langjähriger Autor, Übersetzer und Herausgeber der THEATERREIHE, in die Verlagsleitung ein und der Verlag bekam seinen bis heute gültigen Namen Jussenhoven & Fischer und wird in der Rechtsform „Jussenhoven & Fischer GmbH & Co. KG“ geführt.
Der Verlag vertritt deutschsprachige und internationale Autoren wie z. B. Alessandro Baricco, Tankred Dorst, Curth Flatow, Gert Heidenreich, Kerstin Hensel,  Pavel Kohout, John Osborne, Klaus Pohl, und Tennessee Williams. Neben Dramen gibt der Verlag auch seit 1993 die Reihe Die Theaterreihe raus.